# Samuele Pinna

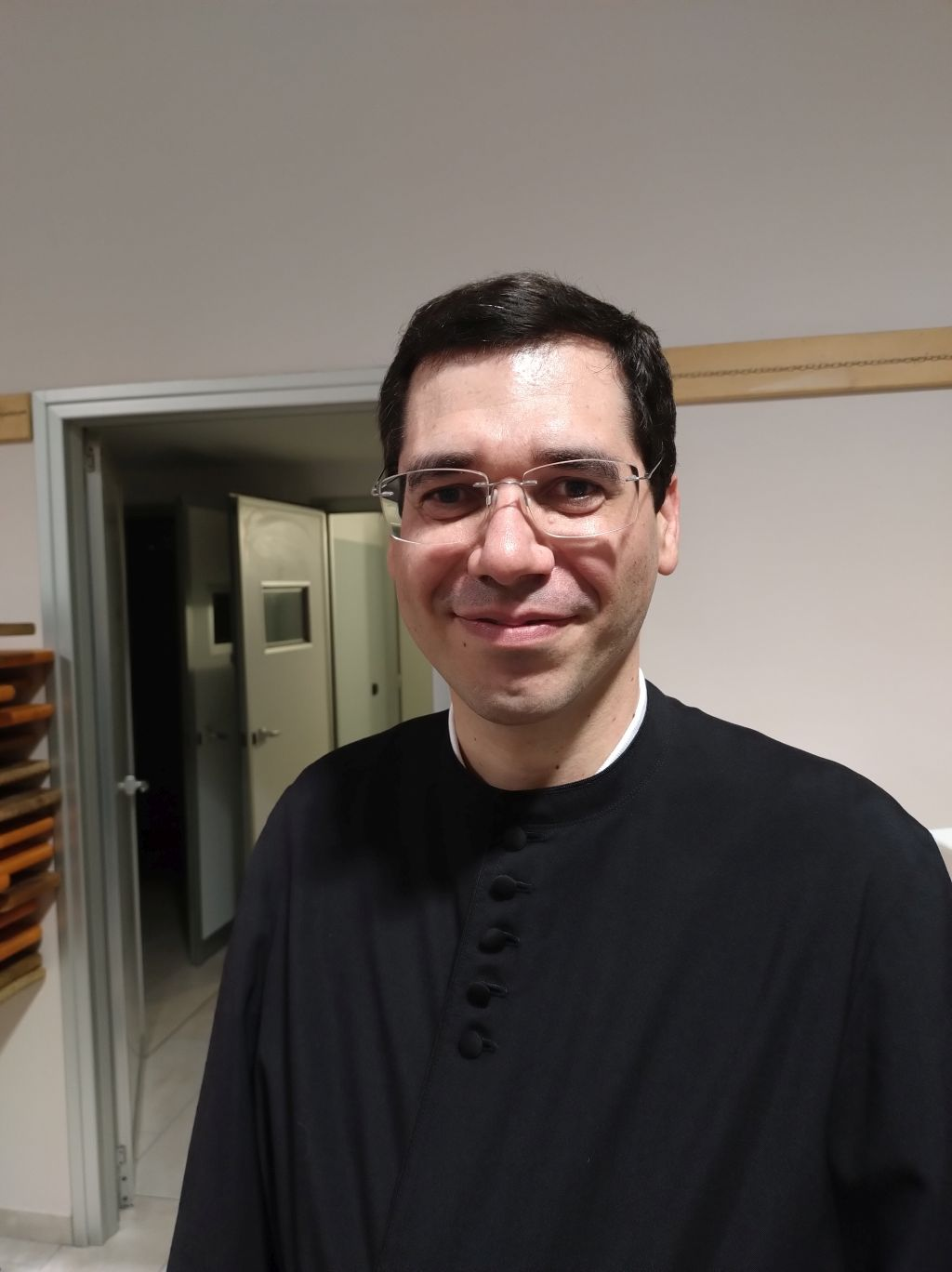
don Samuele Pinna (Milano 2024)

Samuele Pinna (Castellanza, 5 giugno 1980) è un presbitero, teologo e scrittore italiano.

## Biografia
Sacerdote ambrosiano, ha conseguito il Dottorato in Teologia presso la Facoltà Teologica dell’Italia Settentrionale di Milano. È docente invitato e collaboratore della Cattedra Marco Arosio di Alti Studi Medievali presso l’Ateneo Pontificio Regina Apostolorum di Roma ed è cultore della materia teologica presso l’Università Cattolica del Sacro Cuore di Milano.
È membro del comitato scientifico della rivista Chiesa Oggi e tiene le rubriche Incontri sulla rivista Missione Salute e Dietro le quinte su Il Timone online.
L'oggetto principale della sua ricerca è costituito dalla filosofia e teologia del Novecento e, in particolare, dallo studio di autori quali Edith Stein, Jacques Maritain, Benedetto XVI e Charles Journet. Può essere considerato, per le proprie linee di ricerca, «discepolo del grande cardinale Giacomo Biffi».
Scrittore «poligrafo», oltre alla ricerca teologica e filosofica, si interessa a personaggi dalla “vita buona” del mondo del cinema e della cultura, come Bud Spencer, Terence Hill, Alberto Sordi, Giorgio Torelli, Giovannino Guareschi e Marcello Candia.

## Opere principali

### Studi e saggistica
- Meditazioni sul Concilio. Una lettura del Vaticano II con Benedetto XVI, Presentazione di Piero Viotto, Aracne, Roma 2015.
- Un grande amico. Il Maritain di Piero Viotto, Presentazione di Vittorio Possenti, Postfazione di Gennaro Giuseppe Curcio, Edizioni Studium, Roma 2018.
- Charles Journet e la teologia come servizio alla Chiesa del Verbo Incarnato, Postfazione di Antonio Livi, Casa Editrice Leonardo da Vinci, Roma 2018.
- Charles Journet: il Mistero della Chiesa, Presentazione di Georges Cottier, Cantagalli, Siena 2018.
- (con D. Riserbato), Filastrocche e canarini. Il mondo letterario di Giacomo Biffi, Presentazione di Pinocchio e Postfazione di Matteo Maria Zuppi, Cantagalli, Siena 2019.
- (con A. Livi - J. Mercant Simó), Il valore dottrinale dell’insegnamento cristiano dopo il Vaticano II. L’interpretazione della fede cattolica secondo Karl Rahner, a cura di Samuele Pinna, Casa Editrice Leonardo da Vinci, Roma 2019.
- Il mistero di Dio e l’abisso del Male. Charles Journet e Jacques Maritain alla scuola di san Tommaso d’Aquino, Presentazione di Sergio Ubbiali, Ateneo Pontificio Regina Apostolorum - IF Press, Roma 2019.
- (con G. Biffi - D. Riserbato), Tutto liscio… come loglio? Ricapitolazione del disegno unitario, Postfazione di Matteo Maria Zuppi, Cantagalli, Siena 2020.
- Il desiderio di vedere Dio. Amore e misericordia in Dante, Presentazione di Franco Nembrini, Ateneo Pontificio Regina Apostolorum - IF Press, Roma 2020.
- Il viaggio. Inizio e fine dell’avventura cristiana, Presentazione di Bruno Maggioni, Cantagalli 2021.
- A dottrina con Don Camillo. I fondamenti dell’agire umano, Introduzione di Davide Riserbato, Glossario a cura di Federica Favero, Cantagalli, Siena 2022.
- Essere Chiesa nello Spirito. Interventi di Francesco Pinna, Teresa Gornati, Samuele Pinna, Federica Favero, Presentazione del cardinal Robert Sarah, IF - Press, Roma 2022.
- Charles Journet. Il mendicante dell’Assoluto, Presentazione e a cura di Federica Favero, Eupress FTL - Cantagalli, Lugano - Siena 2025.

### Letteratura e divulgazione
- Spaghetti con Gesù Cristo! La «teologia» di Bud Spencer, Àncora, Milano 2017.
- Dalle lettere di don Augusto. Come rimanere cattolici nonostante tutto, Presentazione di Paolo Gulisano e Postfazione di Enrico Beruschi, Edizioni Ares, Milano 2020.
- Il suo nome è Terence Hill. Una vita da film, Àncora, Milano 2021.
- Cacciatore di buone nuove. Giorgio Torelli, giornalista a modo suo, a cura di Maria Barbieri, Àncora, Milano 2022.
- Nell’anima di Alberto Sordi, a cura di Federica Favero, Àncora, Milano 2023.
- Marcello Candia. Imprenditore per conto di Dio, Prefazione di Angelo Scola, a cura di Federica Favero, Àncora, Milano 2023.
- Dio aiuta chi sia aiuta. Brevi riflessioni per la sopravvivenza (cattolica), a cura di Federica Favero, Presentazione di Francesco Fontana, Multiverso Edizioni, Mazara del Vallo (TP) 2024.